# Jul i Ryssland
Jul i Ryssland är sedan 1992 återigen allmän helgdag. efter att det officiella julfirandet legat nere under Sovjetunionens dagar. Juldagen infaller, enligt ortodox kristen tradition, den 7 januari. Många traditioner som i exempelvis Sverige förknippas med julen, hör i Ryssland hemma på nyår.
I folktron härjar två krafter på julafton, den goda uppmanar till att minnas Jesu födelse och sjunga sjulsånger vid julbordet, medan den onda samlar häxorna till sabbat.
Den ryska motsvarigheten till svenska jultomten heter Farbror Frost (även kallad Fader Frost och Farfar Frost) och har ett barnbarn som heter Snöflickan. Farbror Frost kommer vid nyår och underhåller barnen med lekar och en present, som ofta består av choklad.